# Stocksia brahuica
Stocksia brahuica ist die einzige Art der Gattung Stocksia in der Familie der Seifenbaumgewächse (Sapindaceae). Der Gattungsname ehrt den englischen Arzt und Pflanzensammler John Ellerton  Stocks (1822–1854).

## Beschreibung
Stocksia brahuica ist ein stark verzweigter Strauch, der Wuchshöhen von bis zu 4 Meter erreicht. Die Zweige sind horizontal ausgebreitet, unbehaart und in bis 6 Zentimeter lange Stamm-Dornen umgewandelt. Die Blätter sind 1,5 bis 2,5 Zentimeter lang, 2 bis 3 Millimeter breit, sitzend oder fast sitzend, linealisch, ganzrandig und stumpf.
Die Blüten sind grünlich-gelb. Der Blütenstiel ist 7 bis 13 Millimeter lang. Die 2 bis 6 Tragblätter sind 2 Millimeter lang und pfriemlich, ihre Innenseite ist wollig. Die 2 Vorblätter sind 2 bis 3 Millimeter lang und pfriemlich, ihr Rand ist drüsig. Die Kelchblätter sind 5 Millimeter lang, kreisförmig bis länglich, an der Innenseite der Basis leicht zottig und am Rand drüsig. Die Kronblätter sind 4 bis 5 Millimeter lang und länglich-eiförmig, ihr Nagel ist haarig. Der Diskus ist weich, kahl und in seinem Zentrum abgeflacht. Die Staubblätter sind ungleich, die Staubfäden sind 5 bis 7 Millimeter lang, die Basis ist zottig behaart. Die Staubbeutel sind ungefähr 2 Millimeter lang und länglich. In den weiblichen Blüten sind Staminodien vorhanden. Die Fruchtknoten sind 2 Millimeter lang, fast kugelförmig, sitzend und unbehaart. Die Griffel sind 1 Millimeter lang. Die Narbe ist dreispaltig. In den männlichen Blüten sind Pistillodien vorhanden.
Die Kapselfrüchte sind 2,5 bis 3 Zentimeter lang, 3 Zentimeter breit, rötlich-pink, abgeflacht und dreifächerig. In jedem Fach befindet sich ein Samen. Die Samen sind 6 bis 7 Millimeter lang und braun bis schwarz gefärbt.
Die Blütezeit liegt im April und Mai.

## Vorkommen
Stocksia brahuica kommt im Iran, in Afghanistan und im Westen Pakistans vor.

## Belege
- Priscilla Abdulla: Stocksia brahuica. In: Flora of Pakistan. Vol. 39 Sapindaceae. (online)